# 平安風雲伝
『平安風雲伝』（へいあんふううんでん）はKSSから1995年に発売されたコンピューターゲームソフト。機種はスーパーファミコンでゲームのジャンルはシミュレーションロールプレイングゲーム。

## あらすじ
永観2年（984年）に即位した花山天皇のもとに、中納言・藤原為光の娘。忯子が入内した。だが翌年、忯子は出産中に死亡。生まれた双子のうちひとりは死産であり、息があった男児も忌み子として熊野へと預けられた。
そして長保2年（1000年）。呪いで生計を立てていた山童一族が突如反乱を起こした。それに対抗するため、藤原道長が、陰陽師の賀茂広行と安倍晴明に事態の収拾を依頼すると、晴明は彼の弟子の道摩が山童一族と組んで、死後60年目になる平将門の怨霊を呼び起こそうとする計画の可能性を示唆する。熊野神社で育った主人公の少年・神楽は、晴明に指名されて、日本全国を旅して計画を阻止するべく山童一族と道摩に戦いを挑むことになる。

## 概要
作中の主な敵勢力である山童一族はマイノリティであり、しばしば鬼として描写されている。対して味方になる人物には、陰陽師達に加えて刀で戦う平安武士や、法印で戦う真言宗の僧侶、天台宗の修験者、及び回復担当の巫女などがいる。その多くは本作で設定された架空の人物であるが、前述の陰陽師たちをはじめ源頼光、頼光四天王や橘氏のように、実在した武士や武士の家系が含まれている。また、巫女の代表（いわゆる上級職）として、伊勢神宮の斎宮が仲間入りするほか、戦闘には参加しないが、当時の天皇である一条天皇や、法皇となった花山天皇も登場する。特に花山院は晴明、道摩と並んで、ストーリーの核心に関わる重要人物である。
平将門や藤原純友など、作中の時代と合わない敵方の人物は怨霊として登場する。盲目の美女が琵琶法師で2代目・蝉丸を襲名している、などの強引な点はあるものの、坂田公任は若者、頼光は壮年、道長は初老、晴明は老人として描写されており、おおまかな時代背景は考慮されている。

## システム
前半は西国、後半は東国を巡り歩き、仲間を集めて部隊を編成するのが基本的な流れである。フィールド画面を移動中に、京の都を目指して侵攻してくる敵と接触するか、あるいは山賊に襲われると戦闘となる。
戦闘中のコマンドは攻撃、特殊な術、道具の使用、そして待機と、いたってシンプルである。しかし以下のような特殊要素もある。
- 部隊長のみ、体力を消費することで式神を召喚できる。式神は強力なキャラクターであるが、敵を倒しても経験値を得られないため仲間の成長にはつながらない。
- 体力が半分以下になったキャラクターが攻撃を受けたとき、余裕のある仲間が隣接していれば入れ替わってかばってくれる。
- あるキャラクターに特定の味方が隣接した場合、攻撃力と防御力が上昇する支援効果が発生する。さらに特定の3人が一直線に並んでいるとき、同じ直線上の敵に先頭のキャラクターが攻撃すると、残る2人も連続して打ちかかる三位一体攻撃となる。

なお本作では、戦死したキャラクターは決して生き返らない。これはプレイに緊張感をもたらす要素であるのと同時に、死人返しによって復活する平将門や藤原純友の存在の特異さを証明づけている。